# 吉岡一流
吉岡一流（よしおかいちりゅう）は、宇都宮の吉岡一之進重勝が開いた柔術の流派である。
吉岡流とも書かれる。

## 歴史
下野国宇都宮に住んでいた吉岡一之進重勝が開いた柔術の流派である。
主に豊前国中津藩で学ばれていた。
幕末の三剣士といわれた直心影流の島田虎之助は、中津藩で吉岡流を学んでいたとする説がある。
水戸藩で学ばれた吉岡宮内左衛門の吉岡流と同一の流派であるとする説があるが、吉岡一之進の吉岡流との関係は不明である。

## 内容
25ヶ条の形が伝わっていた。
居組
絣形捕手 附 違捕手
同押エ様
引ナヤシノ手
右詰之手
左詰之手
前詰之手
後詰之手
奏者捕
左右詰
腕車之手
立合
向詰左右
行違左右 附 ナヤシ
切冠崩
胸足車回
切擧崩
後拉之手
大小詰
立タル者下ニ置様
七里引
中陰 腰之廻
大小取様
向捕手
圓捕手
幕拂捕手
印可
大杦倒 同 身位

## 系譜
伝書には吉岡一之進の前に藤原朝臣が書かれている。
吉田耕作の弟子に和智二太夫、村瀬程八、徳田友吉がいた。

中津藩の系統
- 吉岡一之進重勝
- 斎藤與四左衛門儀則
- 鈴木定右衛門本秀
- 瀬間甚五右衛門安郷
- 増淵五市左衛門直方
- 福田與惣右衛門定久
- 福田與惣右衛門定勝
- 藤澤文兵衛比孝
- 松本半右衛門淑守
- 中里金右衛門保久
- 村瀬彦右衛門守行
- 吉田耕作知義
  - 和智二太夫
  - 村瀬程八
  - 徳田友吉清淑
    - 吉松常吉

他の系統
- 吉岡一之進重勝
- 斎藤與四左衛門儀則
- 鈴木定右衛門本秀
- 瀬間七郎太夫安郷
- 阿久津長左衛門定恒